# Іванов Володимир Анатолійович
Володимир Анатолійович Іванов (рос. Владимир Анатольевич Иванов; нар. 25 січня 1983, Ленінград) — російський мотоспортсмен, неоднаразовий призер різноманітних міжнародних змагань в кільцевих шосейних мотоперегонах, у 2010 та 2011 роках виступав під українською гоночною ліцензією. З 2010 року — перший в історії мотогонщик (пілот) від України в MotoGP у класі Moto2.

## Біографія
Батько — відомий тренер СРСР з картингу, чемпіон СРСР Анатолій Васильович Іванов. В 1998 році батько несподівано помер від серцевої недостатності і піклування про хлопчину взяли на себе його старші брати, котрі допомагали йому також і у тренуваннях, зовсім не сподіваючись, що Володимир колись поміняє картинг на гоноперегоновий мотоцикл.
Із спортивною мототехнікою Володимир познайомився ще у віці чотирьох років. Звичайно попершу це був картинг. Ще до досягнення повноліття (16 років), він одержав першій досвід на двоколісній техніці — на мінібайку та моторолері.

## Спортивна кар'єра
За визнанням спортивних експертів, Володимир безупинно прогресує:
- У 2002 році в складі команди «Юкос Мотоспорт» він дебютував в Кубку Росії з шосейно-кільцьових мотоперегонів. За результатами сезону він виграв срібло. В тому ж сезоні він отримав також срібло в Кубку країн Східної Європи в класі машин 600SS.

- У 2003 році дебютував у чемпіонаті Росії в мотогонках серії 'Supersport' в класі 600 куб.см, в складі тоді російської команди «Vector Racing»[4] на мотоциклі Yamaha R6, де переміг в першій ж гонці сезону. А по результатах сезону-2003 здобув перше місце. В наступному 2004 році він знову повторив свій успіх.

- В 2005 р. він перейшов до Чемпіонату Німеччини[5], де в наступному сезоні 2006 року двічі побував на п'єдесталі, а в сезоні 2007 він виграв три гонки.

- В сезоні 2008 року В.Іванов переміг у чотирьох гонках і став віце-чемпіоном Німеччини.

- 2009 року перейшов до Чемпіонату Італії[6] в класі 'Supersport 600', в складі команди «Riva Moto Yamaha», де по результатах сезону посів 12-те місце.

- В сезоні 2010 року нарешті потрапляє до світової «вищої ліги» у мотоциклетному спорті — під №61 стає пілотом команди «Gresini Racing»[7] в класі Moto2 в серії Чемпіонату Світу MotoGP. Його мотоцикл — це гоночний прототип на алюмінієвому шасі фірми 'Moriwaki MD 600' з мотором від Honda CBR600RR. Партнером Володимира по команді був Тоні Еліас, який став чемпіоном світу.

## Результати в Moto2

### В розрізі сезонів
| Сезон  | Клас  | Мотоцикл       | Гонки | Перемоги | Подіуми | Поули | Шв.кола | Очки | Місце |
| ------ | ----- | -------------- | ----- | -------- | ------- | ----- | ------- | ---- | ----- |
| 2010   | Moto2 | Moriwaki MD600 | 15    | 0        | 0       | 0     | 0       | 2    | 37    |
| Всього |       |                | 15    | 0        | 0       | 0     | 0       | 2    |       |

## Різне
- До переходу в MotoGP Володимир Іванов виступав під номером 60, що успадкував від свого батька. Але в Moto2 цей номер був зайнятий Хуліаном Сімоном з Іспанії, тому Володимиру довелося взяти номер 61.
- Російські спортивні часописи часто називають В. Іванова «російським мотогонщиком» і в Moto2-класі його безпосереднім конкурентом вважають донеччанина Володимира Леонова, котрий під №56 виступає за команду 'Vector Kiefer Racing' і зареєстрований від Росії.